# Weltmeisterschaften der Rhythmischen Sportgymnastik 1973
Die 6. Weltmeisterschaften der Rhythmischen Sportgymnastik fanden 1973 in Rotterdam, Niederlande statt.

## Ergebnisse

### Einzel-Mehrkampf
| Rang | Nation      | Athletin                 |
| ---- | ----------- | ------------------------ |
| 1    | Sowjetunion | Galina Schugowa          |
| 1    | Bulgarien   | Maria Gigowa             |
| 3    | Sowjetunion | Natalia Krawtschinnikowa |

### Gruppe-Mehrkampf
| Rang | Nation                          | Athletin |
| ---- | ------------------------------- | --- |
| 1    | Sowjetunion                     | Galina Logwinowa Natalja Goworuchina Ali Sasuchina Shanna Wasjura Ljudmila Katschkalda Natalja Laschtschinskaja |
| 2    | Tschechoslowakei                | |
| 3    | Deutsche Demokratische Republik | |

### Ball
| Rang | Nation      | Athletin                 |
| ---- | ----------- | ------------------------ |
| 1    | Sowjetunion | Galina Schugurowa        |
| 2    | Sowjetunion | Natalia Krawtschinnikowa |
| 3    | Bulgarien   | Neschka Robewa           |

### Reifen
| Rang | Nation    | Athletin            |
| ---- | --------- | ------------------- |
| 1    | Bulgarien | Maria Gigowa        |
| 2    | Bulgarien | Krassimira Filipowa |
| 3    | Bulgarien | Neschka Robewa      |

### Keulen
| Rang | Nation      | Athletin                 |
| ---- | ----------- | ------------------------ |
| 1    | Sowjetunion | Galina Schugurowa        |
| 2    | Sowjetunion | Natalia Krawtschinnikowa |
| 3    | Bulgarien   | Maria Gigowa             |

### Band
| Rang | Nation      | Athletin                 |
| ---- | ----------- | ------------------------ |
| 1    | Sowjetunion | Galina Schugurowa        |
| 2    | Sowjetunion | Natalia Krawtschinnikowa |
| 3    | Bulgarien   | Maria Gigowa             |

### Medaillenspiegel
| Rang | Nation                          | Gold | Silber | Bronze | Gesamt |
| ---- | ------------------------------- | ---- | ------ | ------ | ------ |
| 1    | Sowjetunion                     | 5    | 3      | 1      | 9      |
| 2    | Bulgarien                       | 2    | 1      | 5      | 8      |
| 3    | Tschechoslowakei                | -    | 1      | -      | 1      |
| 4    | Deutsche Demokratische Republik | -    | -      | 1      | 1      |